# O&K MEC 502
Die MEC 502 ist eine  funkgesteuerte, dieselelektrische Rangierlokomotive des Herstellers Orenstein & Koppel, die als Telelok für den Einsatz auf Werkbahnen und den Rangierdienst konstruiert worden ist.

## Geschichte
Erste Erfahrungen mit einer von Orenstein & Koppel (O & K) mit und für die holländischen Hüttenwerke ESTEL Koninklijke Hoogovens in IJmuiden entwickelten vierachsigen, dieselhydraulischen Telelok mit zwei Endführerständen, die in sechs Exemplaren gebaut wurde, führten in Zusammenarbeit mit BBC zur Konstruktion einer 
leichteren Rangierlokomotive mit ebenfalls zwei Endkabinen für die Dortmunder Eisenbahn. Die 1980 ausgelieferte Serie umfasste nur vier Maschinen.

## Technik
Die MEC 502 gehört zu den wenigen von Orenstein & Koppel gebauten dieselelektrischen Diesellokomotiven und zur letzten Generation von Loktypen, die
vor Einstellung der Produktion aufgelegt wurde. Anstelle des Mittelführerstandes sind zwei Endführerstände
zwischen die Rangierstände hinter der Pufferbohle getreten. Der vom Dieselmotor angetriebene BBC-Synchron-Generator erzeugt eine Gleichspannung, die über
elektronische Wechselrichter die Frequenz des erzeugten Drehstrom beeinflussen kann. Damit werden die drei, neben jeder Achse positionierten Asynchron-Fahrmotoren
gespeist.

## Einsatz und Verbleib
Drei noch betriebsfähige Maschinen wurden nach nur 15 Dienstjahren von der Dortmunder Eisenbahn abgestellt und nach Holland verkauft. 